# Petr Oliva

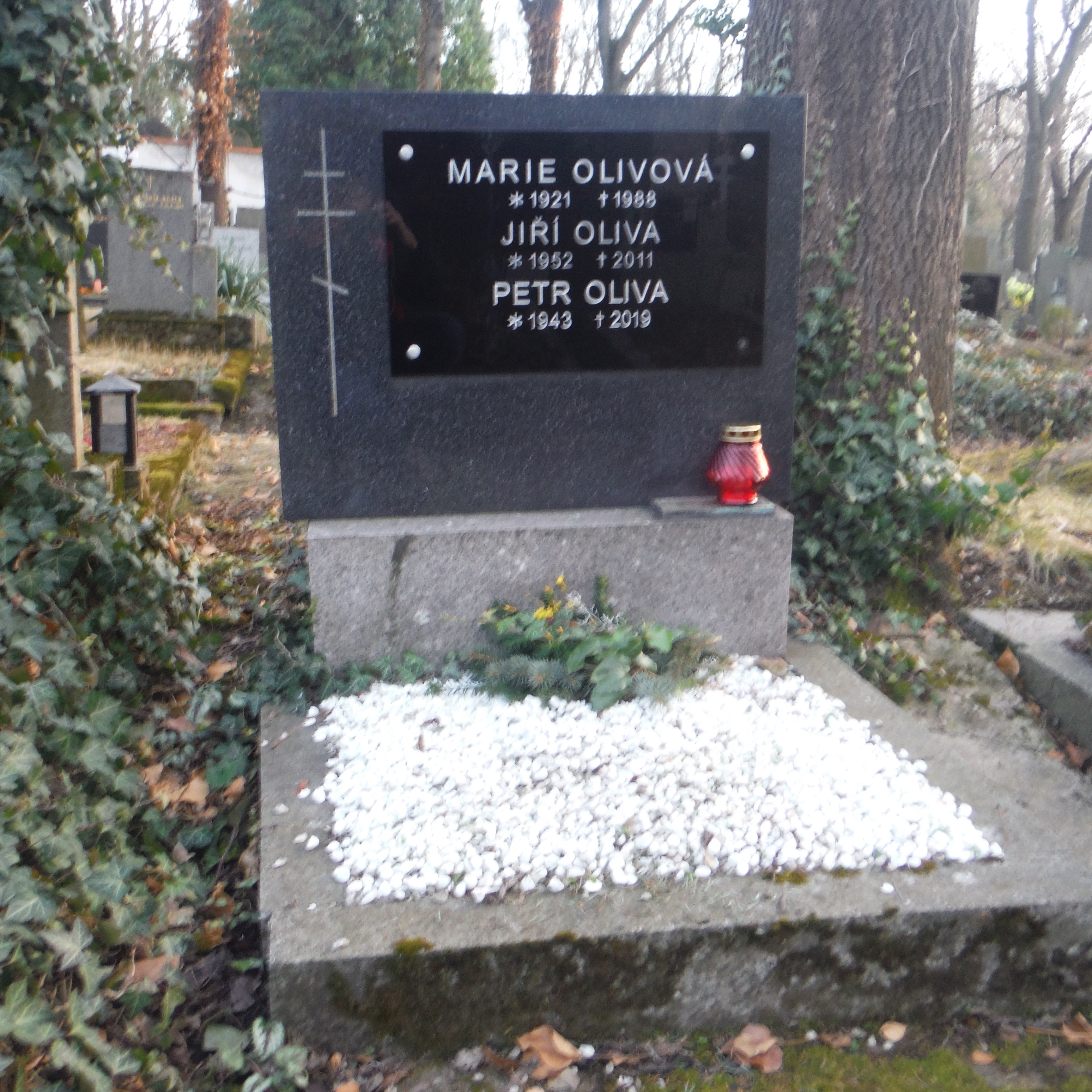
Hercův hrob na Olšanských hřbitovech

Petr Oliva (14. února 1943 Praha – 9. února 2019 Praha) byl český herec.
Po absolutoriu pražské DAMU debutoval v roce 1964 ve filmu Atentát. Byl také dabingovým hercem, který propůjčil svůj hlas na filmovém plátně např. Pierru Richardovi, Robertu Redfordovi, Paolo Villaggimu či Lewisi Collinsovi v postavě Bodieho v britském seriálu Profesionálové. Vedl svůj vlastní divadelní soubor. Do 25 let se stihnul oženit dvakrát a poté byl ženatý s herečkou Reginou Rázlovou, s níž se seznámil v kladenském divadle a s níž měl syna Lukáše a dceru Adélu. Jeho druhou manželkou byla herečka Dagmar Čárová, se kterou měl syna Pavla.
Zemřel 9. února 2019 na následky zápalu plic. Poslední rozloučení proběhlo 15. února 2019 ve smuteční síni na pražských Olšanech, a to bez účasti veřejnosti.

## Filmografie, výběr

### Televize
- 1968 Hříšní lidé města pražského
- 1974 30 případů majora Zemana (TV seriál)
- 1978 Ve znamení Merkura (TV seriál)
- 1980 Sanitka (TV seriál)
- 1981 Okres na severu (TV seriál)
- 1988 Rodáci (TV seriál)
- 1996 Hospoda (TV seriál) – díl Reklama
- 2003 Nemocnice na kraji města po dvaceti letech (TV seriál)
- 2004 Pojišťovna štěstí (TV seriál)
- 2015 Policie Modrava (TV seriál) - díl Kovbojův návrat
- 2013, 2015, 2017 Ordinace v růžové zahradě –⁠ Gustáv Kalina (TV seriál)

### Film
- 1964 Atentát
- 1967 Já spravedlnost
- 1972 Půlnoční kolona
- 1973 Dny zrady
- 1976 Čas lásky naděje
- 1982 Poslední propadne peklu
- 1983 Záchvěv strachu
- 2008 Kouzla králů